# 利亞克薩科查湖 (瓦伊瓦伊區)
11°47′03″S 76°01′20″W / 11.78417°S 76.02222°W
利亞克薩科查湖（Llaksaqucha），是秘魯的湖泊，位於該國中部胡寧大區，由堯利省的瓦伊瓦伊區負責管轄，屬於曼塔羅河流域的一部分，東端的水壩高10米。